# 耶日·扎别尔斯基
耶日·扎别尔斯基（波蘭語：Jerzy Zabielski，1897年3月28日—1958年11月19日），波兰男子击剑运动员。他曾代表波兰参加1924年和1928年夏季奥林匹克运动会击剑比赛，其中1928年奥运会获得一枚铜牌。